# More ljubavi (telenovela)
More ljubavi (šp. Mar de Amor) je meksička telenovela u produkciji Natalie Lartilleux. Glavne uloge imali su Zuria Vega, Mario Cimarro i Ninel Conde.

## Sinopsis
Za Estrellu Marinu, život je poput mora, puno opasnosti i zlobe. Daleko od oca, ova skromna ribarica mnogo je propatila, jer joj je majka Casilda, izgubila razum, nakon što jedne noći biva silovana. Odtada, Casilda luta selima, i nitko ne zna hoće li se ikada vratiti. Napuštanje roditelja, Estrelli su uspjeli nadoknaditi njeni brižni kumovi, Aurora i Antonio, koji su je i odgojili. Kada je naučila pisati i čitati knjige, Estrella upoznaje Víctora Manuela Galíndeza.
Taj poznati pisac godinama putuje po svijetu, pišući o svemu što vidi i upoznaje. Ali jednoga dana, upoznaje prelijepu Coral, i zaljubljuje se u nju. Njihova ljubav završava kada Víctor Manuel dozna da se Coral utopila u tragičnoj nesreći, utapajući se u moru. Potresen njenom smrću, Víctor Manuel vraća se u Playu Escondidu, u selu u kojem je odrastao. Ondje upoznaje Estrellu. On započinju lijepo prijateljstvo, ali tada započinju problemi. Oriana, kći bogatog Leona Parra Ibañeza, zaljubljuje se u Víctora Manuela. Mlađa Leonova kći, Elena, ostaje trudna. Otac njenog djeteta je Salvador, Aurorin i Antonijev sin, te brat Esperanze, koju je Leon silovao, i koja je također ostala trudna. Ispostavilo se da je Salvador namjerno htio da Elena zatrudni, kako bi se osvetio njenom ocu, Leonu. A otkriva se i da Coral nije mrtva, ali je izgubila pamćenje. 
Estrella se preseli u Ciudad de Mexico gdje svojoj majci pokušava pronaći psihijatra koji bi je zauvijek izliječio. Ondje upoznaje Hérnana Irazábala, psihijatra koji se zaljubi u nju. Víctor Manuel se odlući potražiti Estrellu. No, ona se vraća u Playu Escondidu. Coral se i dalje ničega ne sjeća, čak ni da je upoznala Víctora Manuela. On, osjećajući se odgovornim za njeno stanje, odlućuje joj pomoći.
Samo prava ljubav Estrelle i Víctora Manuela moći će prebroditi Coraline spletke, Leonovu osvetu i Hérnanovu ljubomoru, kako bi zauvijek ostali zajedno.

## Uloge
- Zuria Vega kao Estrella Marina Briceño.
- Mario Cimarro kao Víctor Manuel Galíndez.
- Mariana Seoane kao Oriana Parra-Ibáñez Briceño.
- Ninel Conde kao Catalina Mijares "Coral". †
- Erika Buenfil kao Casilda.
- Manuel Landeta kao León Parra-Ibáñez. †
- Juan Ferrara kao Guillermo Briceño.
- María Sorté kao Aurora de Ruiz.
- Raquel Olmedo kao Luz Garabán.
- Norma Herrera kao Violeta.
- Ignacio López Tarso kao El Mojarras.
- Sergio Reynoso kao Antonio Ruiz.
- Marcelo Córdoba kao Hernán Irazabal. †
- Patsy kao Lucía Galíndez.
- Amairani kao Federica Martínez.
- Arturo Carmona kao Santos Nieves.
- Victoria Díaz kao Mercedes Alcalá.
- Florencia de Saracho kao Elena "Elenita" Parra-Ibáñez Briceño.
- Mar Contreras kao Roselia.
- Arlette Pacheco kao Maura Larroja.
- Elizabeth Dupeyrón kao Mística.
- Juan Ángel Esparza kao Oswaldo Ascanio.
- Javier Ruán kao Bracho.
- Toño Infante kao Tiburón. †
- Yuliana Peniche kao Reyna.
- Elsa Cárdenas kao Luciana de Irazabal.
- Georgina Salgado kao Esperanza Ruiz.
- Ramón Valdez kao Salvador Ruiz.
- Rodrigo Nehme kao Lorenzo Garabán.
- Renata Notni kao Carmen "Carmita" Bracho.
- Nicolás Mena kao Jorge Parra-Ibáñez Garabán. †
- Mauricio Mejía kao Marco Tulio Plaza.
- Marco Mendez kao David Bermudez.
- Adrián Martiñón kao Martín.
- Amor Flores kao Chom.
- Yirelka Yeraldine kao Tránsito.
- Claudia Silva kao Inés Lombardo. †
- Beatríz Monroy kao Crisanta.
- Gerardo Albarrán kao Roberto Oduver / Ricardo Oduver.
- Renata Flores kao Simona.
- Claudia Ortega kao  Silvia. †
- Ernesto Faxas kao Gustavo.
- Oscar Feretti kao Padre Zamorita.
- Aleyda Gallardo kao Rita.
- Evelyn Zavala kao Abril.
- Erick Fernando kao Tilico.
- Rosángela Balbó kao Estefanía Peralta.
- Queta Lavat kao Alfonsina Zapata.
- Rafael del Villar
- Luis Bayardo kao Juez Moncada.
- Juan Carlos Bonet kao Abogado de León.
- Marius Biegai kao Gerente Mia.
- Fernando Estrada kao Dr. Angel Sánchez.
- Jaime Lozano kao Lic. Espinoza.
- Sebastián Dopazo kao Lic. Prado.
- Hugo Macías Macotela kao Juez.
- Juan Ignacio Aranda kao Fiscal.
- Rafael Origel kao Secretario del Juez.
- Jose Antonio Ferral kao Ministerio Público.
- Esteban Franco kao Abogado de Salvador.